# Krucifix (Vinary)
Pískovcový krucifix o celkové výšce asi 4 m se nalézá u hasičské zbrojnice na břehu rybníka Návesník v centru obce Vinary v okrese Hradec Králové. Krucifix představuje lidovou kamenosochařskou práci s klasicistními prvky a byl sestaven pravděpodobně v roce 1893 z vícera dílů s využitím původního fragmentu kříže z roku 1781. Krucifix je od 20.4.1995 chráněn jako nemovitá kulturní památka ČR. 

## Popis
Krucifix je oplocen kovovou mříží. Čtvercový sokl je výškově 3x odstupňován a jeho nejvyšší část má na čelní straně ve vypuklém rámci s vykrojenými rohy umístěn rytý nápis "Postaven 1781, Obnoven 1893" a je zakončena profilovanou římsou. 
Sokl kamenného krucifixu s korpusem Krista spočívá na ionské hlavici opatřené kovovou lucernou a umístěné na profilované římse soklu. Krucifix má vykrajované zakončení ramen, nad hlavou Ukřižovaného je nápis INRI. 